# ATP de Miami de 2013

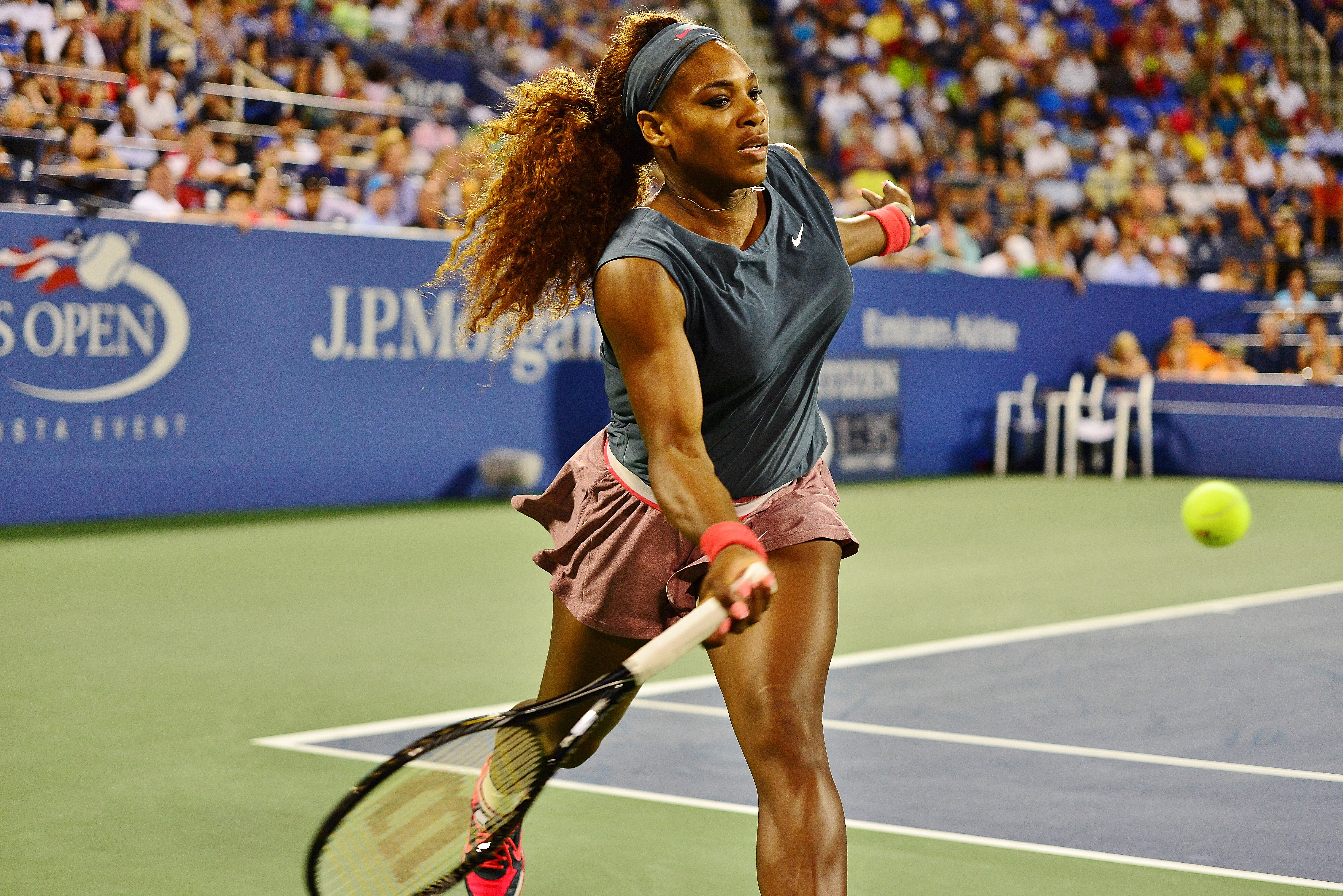
Partida de duplas da primeira rodada no torneio feminino do US Open de 2013. As tenistas Serena e Venus Williams venceram Silvia Soler-Espinosa e Carla Suarez Navarro por 6-7(5), 6-0, 6-3

O ATP de Miami de 2013 foi um torneio de tênis masculino disputado em quadras duras na cidade de Key Biscayne, nos Estados Unidos. Esta foi a 29ª edição do evento e foi realizada no Crandon Park.

## Distribuição de pontos e premiação

### Pontuação
| Evento  | V    | F   | SF  | QF  | Quarta rodada | Terceira rodada | Segunda rodada | Primeira rodada | Q  | Q2 | Q1 |
| Simples | 1000 | 600 | 360 | 180 | 90            | 45              | 25             | 10              | 16 | 8  | 0  |
| Duplas  | 1000 | 600 | 360 | 180 | 90            | 45              | 0              | —               | —  | —  | —  |

### Premiação
| Evento  | V        | F        | SF       | QF      | Quarta rodada | Terceira rodada | Segunda rodada | Primeira rodada | Q2     | Q1     |
| Simples | $719,160 | $350,970 | $175,900 | $89,670 | $47,270       | $25,300         | $13,660        | $8,370          | $2,500 | $1,275 |
| Duplas* | $235,640 | $115,000 | $57,640  | $29,370 | $15,490       | $8,290          | —              | —               | —      | —      |

* por dupla

## Chave de simples

### Cabeças de chave
| País | Jogador               | Rank1 | Cabeça |
| ---- | --------------------- | ----- | ------ |
| SRB  | Novak Djokovic        | 1     | 1      |
| GBR  | Andy Murray           | 3     | 2      |
| ESP  | David Ferrer          | 5     | 3      |
| CZE  | Tomáš Berdych         | 6     | 4      |
| ARG  | Juan Martín del Potro | 7     | 5      |
| FRA  | Jo-Wilfried Tsonga    | 8     | 6      |
| SRB  | Janko Tipsarević      | 9     | 7      |
| FRA  | Richard Gasquet       | 10    | 8      |
| CRO  | Marin Čilić           | 11    | 9      |
| ESP  | Nicolás Almagro       | 12    | 10     |
| FRA  | Gilles Simon          | 13    | 11     |
| ARG  | Juan Mónaco           | 14    | 12     |
| JPN  | Kei Nishikori         | 15    | 13     |
| CAN  | Milos Raonic          | 16    | 14     |
| GER  | Tommy Haas            | 18    | 15     |
| ITA  | Andreas Seppi         | 19    | 16     |
| USA  | Sam Querrey           | 20    | 17     |
| GER  | Philipp Kohlschreiber | 21    | 18     |
| UKR  | Alexandr Dolgopolov   | 22    | 19     |
| USA  | John Isner            | 23    | 20     |
| POL  | Jerzy Janowicz        | 24    | 21     |
| FRA  | Jérémy Chardy         | 25    | 22     |
| GER  | Florian Mayer         | 26    | 23     |
| FRA  | Julien Benneteau      | 27    | 24     |
| ESP  | Fernando Verdasco     | 28    | 25     |
| RSA  | Kevin Anderson        | 29    | 26     |
| SVK  | Martin Kližan         | 30    | 27     |
| RUS  | Mikhail Youzhny       | 31    | 28     |
| BUL  | Grigor Dimitrov       | 32    | 29     |
| ESP  | Feliciano López       | 34    | 30     |
| ESP  | Marcel Granollers     | 35    | 31     |
| ITA  | Fabio Fognini         | 36    | 32     |

- 1 Rankings como em 18 de março de 2013

### Outros participantes
Os seguintes jogadores receberam convites para a chave de simples:
- James Blake[2]
- Lleyton Hewitt[2]
- Denis Kudla
- Guido Pella

Os seguintes jogadores entraram na chave de simples através do qualificatório:
- Marius Copil
- Frank Dancevic
- Thiemo de Bakker
- Marc Gicquel
- Robby Ginepri
- Jan Hájek
- Rajeev Ram
- Olivier Rochus
- Guillaume Rufin
- Dudi Sela
- Tim Smyczek

Os seguintes jogadores entraram na chave de simples como lucky losers:
- Daniel Brands
- Édouard Roger-Vasselin

### Desistências
Antes do torneio
- Marcos Baghdatis
- Brian Baker
- Roger Federer
- Mardy Fish
- Christian Harrison (lesão no tornozelo)
- Feliciano López (lesão no pulso)
- Paul-Henri Mathieu
- Rafael Nadal
- Radek Štepánek
- Stanislas Wawrinka (lesão no braço e nas costas)

Durante o torneio
- Milos Raonic (faringite estreptocócica)
- Dmitry Tursunov (gastroenterite)
- Roberto Bautista-Agut (dor no músculo estomacal)
- Carlos Berlocq (lesão no joelho)
- Simone Bolelli (lesão no pulso)
- Tatsuma Ito (cãibras)
- Andrey Kuznetsov (lesão no quadril)
- Leonardo Mayer (lesão nas costas)

## Chave de duplas

### Cabeças de chave
| País | Jogador              | País | Jogador           | Rank1 | Cabeça |
| ---- | -------------------- | ---- | ----------------- | ----- | ------ |
| USA  | Bob Bryan            | USA  | Mike Bryan        | 2     | 1      |
| ESP  | Marcel Granollers    | ESP  | Marc López        | 7     | 2      |
| IND  | Mahesh Bhupathi      | CAN  | Daniel Nestor     | 15    | 3      |
| SWE  | Robert Lindstedt     | SRB  | Nenad Zimonjić    | 25    | 4      |
| PAK  | Aisam-ul-Haq Qureshi | NED  | Jean-Julien Rojer | 27    | 5      |
| AUT  | Alexander Peya       | BRA  | Bruno Soares      | 33    | 6      |
| FRA  | Michaël Llodra       | IND  | Leander Paes      | 40    | 7      |
| POL  | Mariusz Fyrstenberg  | POL  | Marcin Matkowski  | 44    | 8      |

- 1 Rankings como em 18 de março de 2013

### Outros participantes
As seguintes parcerias receberam convites para a chave de duplas:
- Christian Harrison /  Ryan Harrison
- Lleyton Hewitt /  Bernard Tomic

#### Desistências
Durante o torneio
- Thomaz Bellucci (lesão no quadril)

## Campeões

### Simples
- Andy Murray venceu  David Ferrer, 2–6, 6–4, 7–6(7–1)

### Duplas
- Aisam-ul-Haq Qureshi /  Jean-Julien Rojer venceram  Mariusz Fyrstenberg /  Marcin Matkowski, 6–4, 6–1